# Andrew Crosby
Andrew Crosby, född den 5 november 1965 i Bella Coola i Kanada, är en kanadensisk roddare.
Han tog OS-guld i åtta med styrman i samband med de olympiska roddtävlingarna 1992 i Barcelona.